# Haghartsin
Haghartsin (in armeno Հաղարծին?, anche chiamato Haghardzin; fino al 1940 Dzharkhedzh/Dzharkhech/Zarkhej, fino al 1992 Kuybyshev/Kuybishev) è un comune dell'Armenia di 3 685 abitanti (2010) della provincia di Tavush. Il monastero di Haghartsin si trova presso il paese; nel 1940 il paese fu rinominato in onore del politico sovietico Valerian Kuybyshev.